# Anjiajia
Anjiajia is een plaats en commune in het noordwesten van Madagaskar, behorend tot het district Ambato Boeny, dat gelegen is in de regio Boeny. Tijdens een volkstelling in 2001 telde de plaats 13.100 inwoners.
De plaats biedt naast lager onderwijs ook middelbaar onderwijs aan. 85 % van de bevolking werkt als landbouwer, 8 % houdt zich bezig met veeteelt en 5 % verdient zijn brood als visser. De belangrijkste landbouwproducten zijn rijst en katoen; andere belangrijke producten zijn pinda's en bonen. Verder is 2% actief in de dienstensector.